# Bra flicka reder sig själv
Bra flicka reder sig själv – szwedzki niemy film dramatyczny z 1914 roku w reżyserii Victora Sjöströma.

## Obsada
- Alfred Lundberg – Fellman
- Richard Lund – Sven
- Clara Pontoppidan – Ruth Landén
- Jenny Tschernichin-Larsson – Matka Ruth
- Stina Berg
- William Larsson
- Eric Lindholm